# Lưu chất làm việc
Đối với năng lượng lưu chất, lưu chất làm việc là chất khí hoặc chất lỏng mà chủ yếu dùng để truyền lực, chuyển động hoặc năng lượng cơ học. Trong thủy lực, nước hoặc chất lỏng thủy lực truyền lực giữa các thành phần thủy lực như bơm thủy lực, xi lanh thủy lực và động cơ thủy lực được lắp ráp vào máy móc thủy lực, hệ thống truyền động thủy lực, v.v. Trong khí nén học, lưu chất làm việc là không khí hoặc khí khác chuyển lực giữa các thành phần khí nén như máy nén, bơm chân không, xi lanh khí nén và động cơ khí nén. Trong các hệ thống khí nén, khí làm việc cũng lưu trữ năng lượng vì nó có thể nén được. (Khí cũng nóng lên khi chúng bị nén và làm mát khi chúng giãn nở; bơm nhiệt ngẫu nhiên này hiếm khi được khai thác.) (Một số chất khí cũng ngưng tụ thành chất lỏng khi chúng bị nén và sôi khi áp suất giảm đi.)
Đối với truyền nhiệt thụ động, lưu chất làm việc là chất khí hoặc chất lỏng, thường được gọi là chất làm mát hoặc chất lỏng truyền nhiệt, chủ yếu truyền nhiệt vào hoặc ra khỏi vùng quan tâm bằng cách dẫn, đối lưu và/hoặc đối lưu cưỡng bức (làm mát bằng chất lỏng được bơm, làm mát không khí, vv).
Lưu chất làm việc của động cơ nhiệt hoặc bơm nhiệt là chất khí hoặc chất lỏng, thường được gọi là chất làm lạnh, chất làm mát hoặc khí làm việc, chủ yếu chuyển đổi năng lượng nhiệt (thay đổi nhiệt độ) thành năng lượng cơ học (hoặc ngược lại) bằng cách thay đổi pha và/hoặc nhiệt nén và giãn nở. Các ví dụ sử dụng thay đổi pha bao gồm tia nước trong động cơ hơi nước và chlorofluorocarbons trong hầu hết các hệ thống làm lạnh và điều hòa không khí nén hơi. Các ví dụ không có sự thay đổi pha bao gồm không khí hoặc hydro trong động cơ không khí nóng như động cơ Stirling, không khí hoặc khí trong bơm nhiệt chu trình khí, v.v. (Một số bơm nhiệt và động cơ nhiệt sử dụng "chất rắn làm việc", chẳng hạn như dây cao su, để làm lạnh elastocaloric hoặc làm mát bằng nhiệt và titan niken trong động cơ nhiệt nguyên mẫu.)